# Calbert Cheaney
Calbert Nathaniel Cheaney (Evansville, 17 luglio 1971) è un ex cestista, allenatore di pallacanestro e dirigente sportivo statunitense, professionista nella NBA.

## Carriera
È stato selezionato dai Washington Bullets al primo giro del Draft NBA 1993 (6ª scelta assoluta).

## Statistiche

### College
| Anno      | Squadra          | PG  | PT  | MP   | TC%  | 3P%  | TL%  | RP  | AP  | PRP | SP  | PP   |
| --------- | ---------------- | --- | --- | ---- | ---- | ---- | ---- | --- | --- | --- | --- | ---- |
| 1989-1990 | Indiana Hoosiers | 29  | 29  | 32,0 | 57,2 | 49,0 | 75,0 | 4,6 | 1,7 | 0,8 | 0,6 | 17,1 |
| 1990-1991 | Indiana Hoosiers | 34  | 34  | 30,3 | 59,6 | 47,3 | 80,1 | 5,5 | 1,4 | 0,7 | 0,4 | 21,6 |
| 1991-1992 | Indiana Hoosiers | 34  | 32  | 29,1 | 52,2 | 38,4 | 80,0 | 4,9 | 1,4 | 1,1 | 0,2 | 17,6 |
| 1992-1993 | Indiana Hoosiers | 35  | 35  | 33,7 | 54,9 | 42,7 | 79,5 | 6,4 | 2,4 | 0,9 | 0,3 | 22,4 |
| Carriera  | Carriera         | 132 | 130 | 31,3 | 55,9 | 43,8 | 79,0 | 5,4 | 1,7 | 0,9 | 0,3 | 19,8 |

### NBA

#### Regular Season
| Anno      | Squadra            | PG  | PT  | MP   | TC%  | 3P%  | TL%  | RP  | AP  | PRP | SP  | PP   |
| --------- | ------------------ | --- | --- | ---- | ---- | ---- | ---- | --- | --- | --- | --- | ---- |
| 1993-1994 | Washington Bullets | 65  | 21  | 24,7 | 47,0 | 4,3  | 77,0 | 2,9 | 1,9 | 1,0 | 0,2 | 12,0 |
| 1994-1995 | Washington Bullets | 78  | 71  | 34,0 | 45,3 | 33,9 | 81,2 | 4,1 | 2,3 | 1,0 | 0,3 | 16,6 |
| 1995-1996 | Washington Bullets | 70  | 70  | 33,2 | 47,1 | 33,8 | 70,6 | 3,4 | 2,2 | 1,0 | 0,3 | 15,1 |
| 1996-1997 | Washington Bullets | 79  | 79  | 30,5 | 50,5 | 13,3 | 69,3 | 3,4 | 1,4 | 1,0 | 0,2 | 10,6 |
| 1997-1998 | Wash. Wizards      | 82  | 82  | 34,6 | 45,7 | 28,3 | 64,7 | 4,0 | 2,1 | 1,2 | 0,4 | 12,8 |
| 1998-1999 | Wash. Wizards      | 50  | 18  | 25,3 | 41,4 | 21,6 | 49,3 | 2,8 | 1,5 | 0,8 | 0,3 | 7,7  |
| 1999-2000 | Boston Celtics     | 67  | 19  | 19,5 | 44,0 | 33,3 | 42,9 | 2,1 | 1,2 | 0,7 | 0,2 | 4,0  |
| 2000-2001 | Denver Nuggets     | 9   | 5   | 17,0 | 33,3 | -    | 50,0 | 2,2 | 1,0 | 0,4 | 0,2 | 2,3  |
| 2001-2002 | Denver Nuggets     | 68  | 47  | 24,0 | 48,1 | 0,0  | 68,7 | 3,5 | 1,6 | 0,5 | 0,3 | 7,3  |
| 2002-2003 | Utah Jazz          | 81  | 74  | 29,0 | 49,9 | 40,0 | 58,0 | 3,5 | 2,0 | 0,8 | 0,2 | 8,6  |
| 2003-2004 | G.S. Warriors      | 79  | 7   | 26,2 | 48,1 | 0,0  | 61,0 | 3,3 | 1,7 | 0,8 | 0,2 | 7,6  |
| 2004-2005 | G.S. Warriors      | 55  | 5   | 17,3 | 42,6 | 0,0  | 64,9 | 2,3 | 1,2 | 0,3 | 0,3 | 4,5  |
| 2005-2006 | G.S. Warriors      | 42  | 0   | 10,7 | 38,9 | 0,0  | 100  | 1,5 | 0,5 | 0,3 | 0,0 | 2,2  |
| Carriera  | Carriera           | 825 | 498 | 26,7 | 46,6 | 29,8 | 69,1 | 3,2 | 1,7 | 0,8 | 0,2 | 9,5  |

#### Playoffs
| Anno     | Squadra            | PG | PT | MP   | TC%  | 3P% | TL%  | RP  | AP  | PRP | SP  | PP   |
| -------- | ------------------ | -- | -- | ---- | ---- | --- | ---- | --- | --- | --- | --- | ---- |
| 1997     | Washington Bullets | 3  | 3  | 40,0 | 43,9 | 0,0 | 75,0 | 3,7 | 1,3 | 1,0 | 0,7 | 15,0 |
| 2003     | Utah Jazz          | 5  | 5  | 24,4 | 37,0 | -   | 50,0 | 1,4 | 1,6 | 0,4 | 0,2 | 4,4  |
| Carriera | Carriera           | 8  | 8  | 30,3 | 41,2 | 0,0 | 68,8 | 2,3 | 1,5 | 0,6 | 0,4 | 8,4  |

## Palmarès
- NCAA AP Player of the Year (1993)
- NCAA John R. Wooden Award (1993)
- NCAA Naismith Men's College Player of the Year Award (1993)
- NCAA AP All-America First Team (1993)
- 2 volte NCAA AP All-America Third Team (1991, 1992)